# Leonard Bacon (poeta)
Leonard Bacon (Solvay, 26 maggio 1887 – Peace Dale, 1º gennaio 1954) è stato un poeta, critico letterario e traduttore statunitense.

## Biografia
Nipote dell'omonimo predicatore, Leonard Bacon si laureò a Yale nel 1909 ed insegnò storia della letteratura all'Università della California - Berkeley fino al pensionamento nel 1923. Da allora si dedicò all'attività poetica, pubblicando sette raccolte poesie scritte negli Stati Uniti e Firenze, dove Bacon visse per cinque anni tra il 1927 e il 1932. La sua raccolta Sunderland Caputre gli valse il Premio Pulitzer per la poesia nel 1941 e l'anno seguente fu eletto membro dell'American Academy of Arts and Sciences. Negli ultimi anni della sua carriera accademica aveva pubblicato traduzioni dallo spagnolo (El Cid) e dal francese (La Chanson de Roland).

## Opere
- Sophia Trenton (1920)
- Ulug beg (1923)
- Ph.D.s (1925)
- Animula Vagula (1926)
- Guinea-fowl and other Poultry (1927)
- Lost Buffalo, and other Poems (1930)
- Sunderland Capture (1940)
- Day of Fire (1943)